# サウンド・イン"S"
『サウンド・イン“S”』（Sound Inn "S"）は、BS-TBSで毎月第3土曜日に放送されている音楽番組である。かつては、1974年4月から1981年3月までTBS系列局で放送されていた。この前番組が放送終了してから34年後の2015年4月18日から「Seiko presents Sound Inn "S"」として新たに放送されている。番組は、SEIKO（服部時計店、後のセイコーグループ）の一社提供である。

## 概要
フジテレビの『ミュージックフェア』に対抗した大人の音楽番組として、初代司会に佐良直美、しばたはつみ、由美かおるの3人を起用して放送を開始。レギュラー出演者・音楽監修に世良譲を起用したこともあり、ミュージックフェアよりも、ややジャズ、アメリカン・ポップスの選曲が多かった。その後、いしだあゆみを挟み、1977年より伊東ゆかりに司会は交替。レギュラーもその間、初期の由美かおるからタイム・ファイブ、松崎しげると実力派の歌手に次々交替（しばたはつみは最終回まで出演）。ベテラン歌手や演歌歌手だけでなく、アイドル歌手も多数出演した。また、「東京音楽祭」でゴールデンカナリー賞などの各賞を受賞した国内外のアーティストが多く出演した。
初代司会者の3人の衣装はすべて自前のもので、1回放送分内に3着ほどを着用しており、費用は約20万円であった。また、番組のバックダンサーとなる「ホリデー・ガールズ」の衣装はTBS美術部によるもので、同じく1回分で5着ほど着用しており、回によっては1着30万円のものもあった。
当初はモノラル放送だったが、1978年11月26日放送分以降はステレオ放送化された。TBSの音楽番組では初のステレオ番組である。
各回の最後はレギュラー陣が曲を歌い、その合間に、次回ゲストの紹介を行うのが基本的なフォーマットだった。その際、バーを模したスタジオセットに、すでに次回ゲストが座って曲を聴いていて、カメラ目線で会釈する構図となっていた。
その後、スポンサーのSEIKOが撤退したことを受け、1981年、日立製作所が単独提供を引き受ける形で、同じメンバーでの続編、『Holiday』に衣替えした。 
2014年9月28日、33年半ぶりに単発特別番組『サウンド・イン・S 音楽の時間』として復活した。その後、2015年4月18日からBS-TBSにて、毎月第3土曜日の23:00 - 23:30（『未来へつなぐ。 土曜スタジアム』枠の前半部扱い）にレギュラー放送が復活した。2019年4月20日からは、毎月第3土曜日の18:30 - 19:00に放送されている。

## 放送日時
- 第3土曜 18:30 - 19:00（2019年4月20日 - ）
2020年1月18日から4月18日までの間は、毎週放送されていた（第3土曜のみ新作、その他の週は再放送）。

## かつての放送日時
- 日曜 23:00 - 23:30 （1974年4月7日 - 1975年3月30日）
- 日曜 22:30 - 23:00 （1975年4月6日 - 1975年9月28日）
- 日曜 23:00 - 23:30 （1975年10月5日 - 1981年3月29日）
- 第3土曜 23:00 - 23:30（2015年4月18日 - 2019年3月16日）

## 出演者

### 歴代司会者
司会者
- 初代0：佐良直美（1974年4月 - 1975年9月）
- 2代目：いしだあゆみ（1975年10月 - 1977年9月）
- 3代目：伊東ゆかり（1977年10月 - 1981年3月）
- ロイ・ジェームス（時期不詳）

サブ司会格
- しばたはつみ（1974年4月 - 1981年3月）
- 由美かおる（1974年4月 - 1975年9月）
- 松崎しげる（1977年10月 - 1981年3月）

### レギュラー
- 世良譲（音楽監修・演奏）
- 宮本ヨシミ・ジュテーム（コーラスバンド）
- タイム・ファイブ（コーラス担当）ほか
- スペクトラム（準レギュラー）
- ホリデー・ガールズ（名倉加代子、くりたゆり、千夏記、財津洋子）
  - ニュー・ホリデー・ガールズ（コーラス&ダンス担当。西田いく子、田中都、赤松由理、川村美晴）※川村は途中脱退
- 演奏 - 高橋達也と東京ユニオン（通常レギュラー出演）・宮間利之とニューハード
- 指揮 - 前田憲男

## スタッフ

### 過去のスタッフ
- TM：平木美和
- TD：山根卓也
- PA：井上忠紀
- 照明：清水朝彦
- プロンプター：小池真一
- EED：工藤泰士
- 楽器：高井啓光
- 感染対策監修・指導：東京慈恵会医科大学 嘉糠洋陸
- 演出補：絹川翔瑠
- プロデューサー：斉藤裕之（BS-TBS）、櫟本憲勝[2]

## 放送局
- BS-TBS

### かつてのネット局
- 東京放送（現：TBSテレビ）
- 北海道放送
- 青森テレビ
- 東北放送
- 福島テレビ（1974年10月から1975年6月まで放送）：金曜 23:05 - 23:35[3]
- 静岡放送
- 中部日本放送（現：CBCテレビ）
- 朝日放送（1975年3月まで） → 毎日放送（1975年4月以降）
- 山陽放送（現：RSK山陽放送）
- 中国放送
- RKB毎日放送
- 熊本放送

一部時差ネット局あり。なお、当時の少民放地域のTBS系列単独加盟局は、未ネットの局もあった。

### TBSチャンネルでの再放送
CS放送のTBSチャンネル（現・TBSチャンネル1）では、開始時期は不明ながら2007年9月6日まで再放送され、同日5:00のリピート放送をもって終了した。
レギュラー放送終了後には追悼特別番組としてたびたび放送されており、終了から約4年10ヶ月ぶりとなる2012年6月26日（初回放送）には同年5月に死去した尾崎紀世彦の出演した回を、2013年1月3日（初回放送）には前年10月に死去した桑名正博の出演した回をそれぞれ放送した。
西城秀樹没後、CSTBS2チャンネルにて西城秀樹出演回の#223、#263を2018年12月23日を皮切りに、2019年、2020年と複数回ずつ放送されている。 

## サウンド・イン"S" 音楽のじかん
当番組が終了して33年半後の2014年9月28日、『サウンド・イン"S" 音楽のじかん』というタイトルで『スパニチ!!』（日曜14:00 - 14:54）枠で放送された（関東ローカル、文字多重放送）。またBS-TBSでも、同年10月24日に“完全版”を放送した。引き続きセイコーグループが一社提供した。

### 司会
- 石丸幹二
- オードリー（春日俊彰は番組オープニングとサウンド・イン“S”100年メドレーにシンバル奏者として参加した）
- 中越典子

### 出演歌手
- 小柳ゆき
- 島袋寛子
- スキマスイッチ
- 鈴木雅之
- 五木ひろし

### スタッフ
- 舞台監督：植木修一
- ライブ演出:柴田猛司
- 演出：齋藤崇
- プロデューサー：服部英司
- 制作著作：TBS

## スペシャルライブ2020
- 斉藤慎二（ジャングルポケット）と山形純菜（TBSアナウンサー）の司会で2020年2月27日に赤坂BLITZにおいて新型コロナウイルス対策のため無観客で収録された。2020年3月21日19:00-20:00（1時間）と4月18日（通常枠・30分）に放送[4]。なお、全曲ノーカット完全版が2020年5月23日、TBSチャンネル1で放送された。